# Croze
Croze – miejscowość i gmina we Francji, w regionie Nowa Akwitania, w departamencie Creuse.
Według danych na rok 1990 gminę zamieszkiwały 202 osoby, a gęstość zaludnienia wynosiła 9 osób/km² (wśród 747 gmin Limousin Croze plasuje się na 429. miejscu pod względem liczby ludności, natomiast pod względem powierzchni na miejscu 293.).